# RAF Gatow

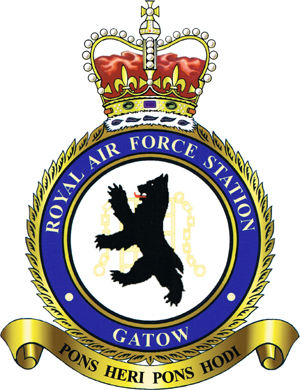
Escudo de la base RAF Gatow

RAF Gatow es el nombre con el que se llamó habitualmente al aeropuerto Royal Air Force Gatow, antigua base aérea de la Real Fuerza Aérea del Reino unido situada en el distrito Gatow, al oeste del río Havel en el distrito de Spandau, al oeste de la ciudad de Berlín.

## Historia
Fue base de Hidrocanoas en Europa central, y más tarde fue utilizado para misiones de reconocimiento fotográfico por De Havilland Canada DHC-1 Chipmunks sobre Alemania Oriental. Parte del antiguo campo de aviación ahora se llama General Steinhoff-Kaserne, y es base del Luftwaffenmuseum der Bundeswehr, el Museo de la Fuerza Aérea Alemana.
También fue base de la antigua Real Fuerza Aérea, pero actualmente no forma parte del general Steinhoff-Kaserne, un conjunto renovado con una escuela, un gimnasio Hans-Carossa-Gymnasium, así como casas de viviendas para empleados del gobierno de la República Federal de Alemania. Esta parte del antiguo aeródromo ha sido desde 2003 parte del distrito de Berlín-Kladow.

### Uso por la Luftwaffe, 1934-1945
El aeródromo fue construido originalmente en 1934 y 1935 por la Luftwaffe (Wehrmacht) como una universidad técnica y de personal, Luftkriegsschule 2 Berlin-Gatow, a imitación del Royal Air Force College en RAF Cranwell. El personal inicial provenía en parte de la Academia Naval de Mürwik. Inaugurado el 1 de abril de 1936, el colegio de la fuerza aérea pasó a llamarse Luftkriegsschule 2, el 15 de enero de 1940. Sus aeródromos satélites fueron Güterfelde y Reinsdorf. El entrenamiento de vuelo en el aire terminó en octubre de 1944, debido a la escasez de combustible. Desde el 5 de marzo de 1945, los cadetes de oficiales de la tripulación aérea fueron entrenados como paracaidistas, para operaciones terrestres.
Las pistas originales del aeródromo sobreviven junto al bloque de barracas de alojamientos, cada bloque lleva el nombre de un famoso aviador alemán de la Primera Guerra Mundial, con el busto del aviador sobre la puerta de entrada. El arquitecto fue Ernst Sagebiel, un arquitecto que trabajó para la Luftwaffe y también diseñó el aeropuerto de Berlín-Tempelhof. Una de las características que permanecen del período de uso del aeródromo como RAF Gatow (1945-1994) es la iluminación de los hangares principales, muchas de las luminarias datan de la década de 1930.

### Uso de la Royal Air Force y Army Air Corps del Reino Unido

#### 1945-1948
A fines de abril de 1945, hacia el final de la Segunda Guerra Mundial en Europa, el aeródromo fue ocupado por el avance del Ejército Rojo. Tras la división de Berlín en cuatro sectores, la Unión Soviética cedió parte del aeródromo y las carreteras de acceso, el llamado Seeburger Zipfel, a los británicos después de la Conferencia de Potsdam a cambio de West-Staaken el 30 de agosto de 1945. Anteriormente, el 25 de junio de 1945, el Escuadrón de Campo 284, Regimiento de la Real Fuerza Aérea, llegó a Gatow por tierra a través de Magdeburgo. Su recepción por parte de las tropas soviéticas fue extremadamente hostil, los soviéticos intentaron encerrar al Escuadrón de Campo 284 detrás de cercas de alambre de púas, ya que se decía que el Escuadrón había llegado "demasiado pronto". Esto estableció el patrón para las relaciones, con puestos de control soviéticos establecidos al lado del campo de aviación tripulado por tropas totalmente armadas y hostiles. Los oficiales del Regimiento de la RAF ocasionalmente inspeccionaban posiciones soviéticas en avión desde Avro 652 Anson, y el turno de servicio de los destacamentos del Regimiento de la RAF en Gatow se limitó a seis meses, debido a la actividad constante ocasionada por la presencia soviética y el bloqueo de Berlín.
El primer aterrizaje de un avión de la Real Fuerza Aérea fue el número de serie Avro Anson PW698, el 2 de julio de 1945 a las 11.55 horas. Inicialmente, Gatow se llamó Intermediate Landing Place No. 19, pero el 19 de agosto de 1945 pasó a llamarse Royal Air Force Gatow, o RAF Gatow para abreviar. El aeropuerto recibió el lema latino Pons Heri Pons Hodie, que puede traducirse como un puente ayer, un puente hoy.
RAF Gatow también se utilizó como aeropuerto civil durante un tiempo limitado. En 1946, British European Airways (BEA) inauguró una RAF Northolt - Hamburgo servicio programado desde Gatow, con una frecuencia de seis vuelos a la semana, usando Douglas DC-3 ("Pionair" en la terminología BEA) y aeronaves Vickers Vc.1 Viking.

#### Puente aéreo de Berlín, 1948-1949
Durante el puente aéreo de Berlín, el aeródromo se modernizó con 2000 yardas (1828,8 m), pista de hormigón larga, con 794 trabajadores alemanes, en marzo de 1947. Junto con el aeródromo estadounidense del Aeropuerto de Berlín-Tempelhof y el francés, Aeropuerto de Berlín-Tegel, RAF Gatow desempeñó un papel clave en el puente aéreo durante el Bloqueo de Berlín de 1948. Inicialmente, se utilizaron alrededor de 150 Douglas C-47 Skytrain y 40 Avro 685 York para transportar suministros a Gatow. Para el 18 de julio de 1948, la RAF transportaba 995 toneladas de suministros por día al aeródromo.

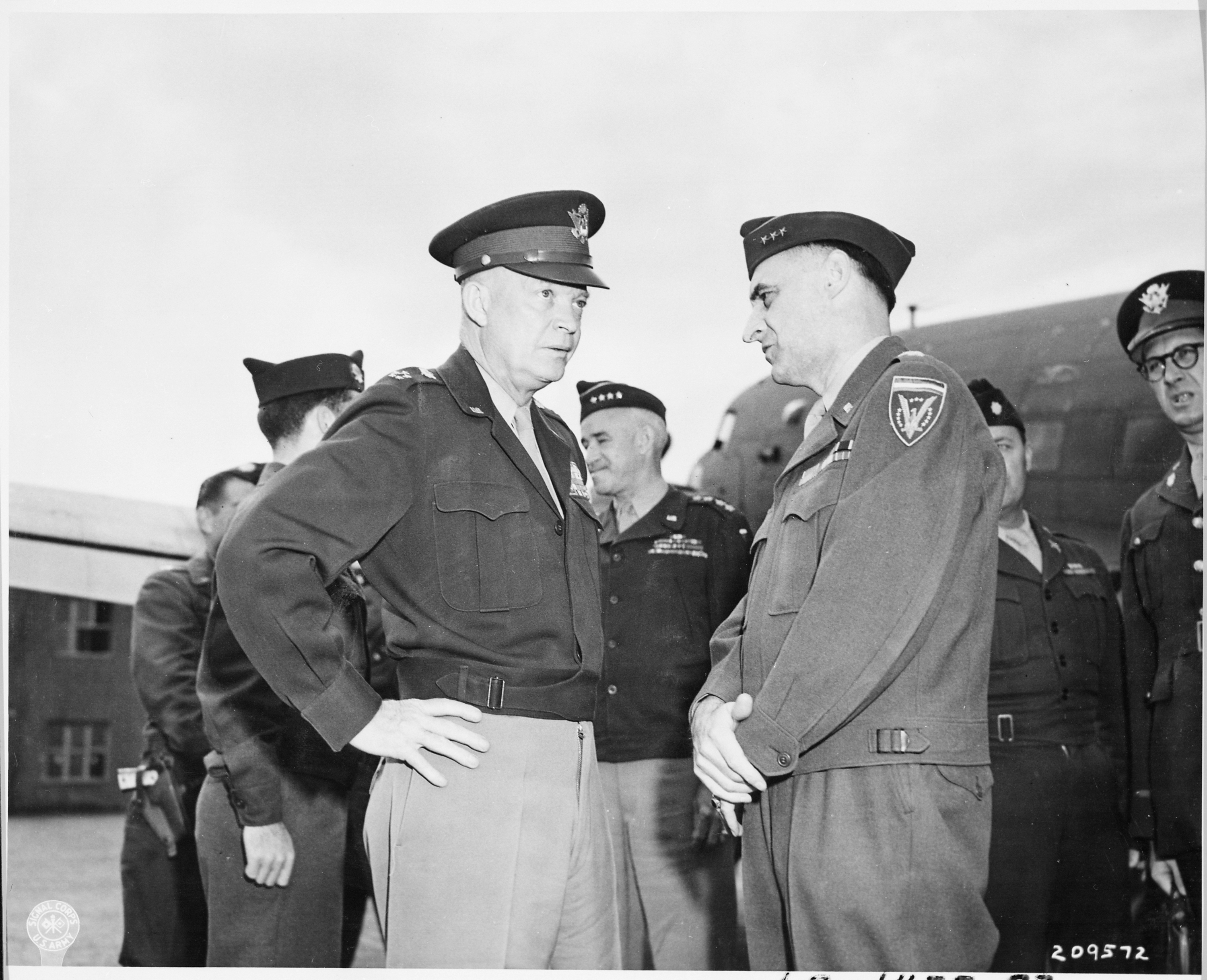
Los generales del ejército estadounidense Dwight D. Eisenhower y Lucius D. Clay en la RAF Gatow durante la Conferencia de Potsdam en 1945

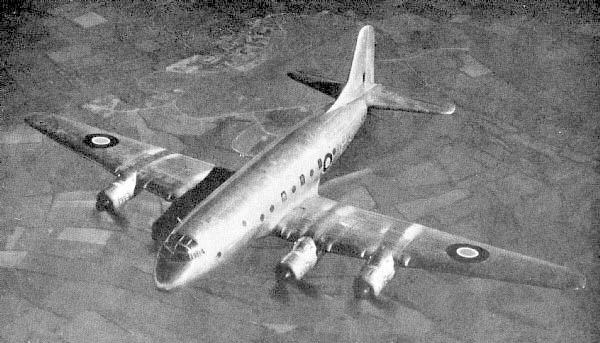
Una página de la RAF Hasley Hastings

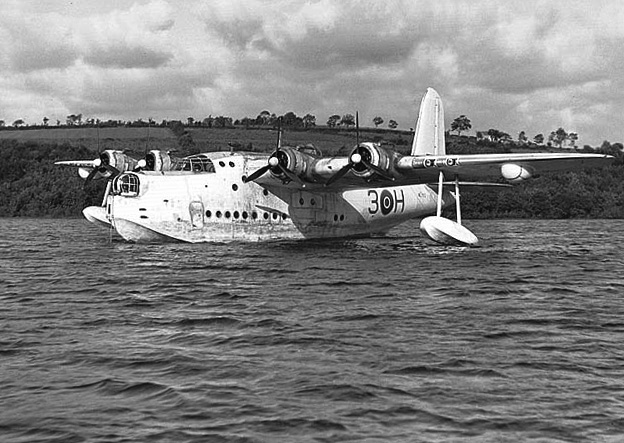
Un Sunderland corto similar a los utilizados durante el puente aéreo de Berlín.

#### 1949-1994
Después del bloqueo de Berlín, RAF Gatow sirvió como un campo de aviación para el ejército británico, para la brigada de infantería de Berlín, y se preparó para volver a su papel como base de suministro, por si era necesario otro puente aéreo de Berlín este a Berlín Oeste. 
BEA se mudó al aeropuerto de Berlín-Tempelhof en 1951, donde se concentraron, a partir de ese momento, la mayoría de las operaciones comerciales de aviación en Berlín Occidental. El uso no militar de Gatow después de 1950 incluyó varias visitas oficiales de la reina Isabel II del Reino Unido y otros miembros de la familia real británica, que con frecuencia tuvieron lugar a lo largo de los años. El aeropuerto también manejó vuelos de tropa operados por aerolíneas independientes británicas como British United Airways, Britannia Airways y Autair / Court Line bajo contrato con el Ministerio de Defensa (Reino Unido).
En la RAF Gatow se utilizaron aviones tipo De Haviland Canada DHC-1 Chipmunk, uno de los cuales ahora es propiedad del Alliiertenmuseum. Se mantenía el derecho legal británico, bajo el Acuerdo de Potsdam, de usar el espacio aéreo sobre Berlín Oeste y Berlín Este, así como los corredores aéreos hacia y desde la República Federal de Alemania (1949-1990) a la ciudad. 
En la década de 1950, la base también fue un centro importante para la recopilación de datos por parte de los lingüistas de la Royal Air Force para monitorear las transmisiones de tráfico aéreo soviético, las 24 horas del día, los 7 días de la semana, desde su base en toda Europa del Este.
Estos aviones también se utilizaron para misiones de reconocimiento en cooperación con la Misión del Comandante en Jefe Británico ante el Grupo de Fuerzas Soviéticas en Alemania, comúnmente conocida como BRIXMIS. Conocidos desde 1956 como Operación Schooner y luego Operación Nylon, fueron autorizadas, al más alto nivel, de forma irregular para realizar vuelos de reconocimiento fotográficos encubiertos. Todos los vuelos tuvieron que ser notificados al Centro de Seguridad Aérea de Berlín (BASC), una organización cuatripartita responsable de autorizar todos los vuelos en los tres corredores aéreos y la Zona de Control de Berlín (BCZ). Todas las tarjetas de notificación de vuelo de Chipmunk en el BASC fueron notificadas por los soviéticos como "Seguridad de vuelo no garantizada" debido a su interpretación del Acuerdo de 1946 como la exclusión de vuelos fuera de Berlín Occidental. Dentro del BCZ había muchos aeródromos militares soviéticos y otras instalaciones, en la República Democrática Alemana.
Después de la caída del Muro de Berlín, los vuelos de reconocimiento de Chipmunk pronto cesaron y las dos Chipmunks fueron trasladadas en avión a la RAF Laarbruch, en el oeste de Alemania, a la espera de medidas de eliminación. Chipmunk WG466 voló a Berlín Tempelhof desde la RAF Laarbruch el 30 de julio de 1994 y fue donado al Museo Aliado de Berlín. Actualmente está prestado al Luftwaffenmuseum der Bundeswehr en Gatow, el WG486 todavía está en servicio de la RAF con el vuelo conmemorativo de la Batalla de Gran Bretaña.

RAF Gatow fue también utilizado en 1970 por el Ejército del Reino Unido, 7 Aviation Flight AAC, más tarde renombrado como No. 7 Flight AAC con base en la estación de Westland Sioux (Bell 47 construido en el Reino Unido) y más tarde tres helicópteros Aérospatiale SA341 Gazelle AH. 1. Una Unidad de Señales (26SU) también estuvo en RAF Gatow y en Teufelsberg en Grunewald. 26SU era una unidad especializada de Inteligencia de Señales operada por la RAF en nombre de Government Communications HeadquartersCheltenham encargada de monitorear las comunicaciones militares del Pacto de Varsovia sobre Alemania y Polonia. 

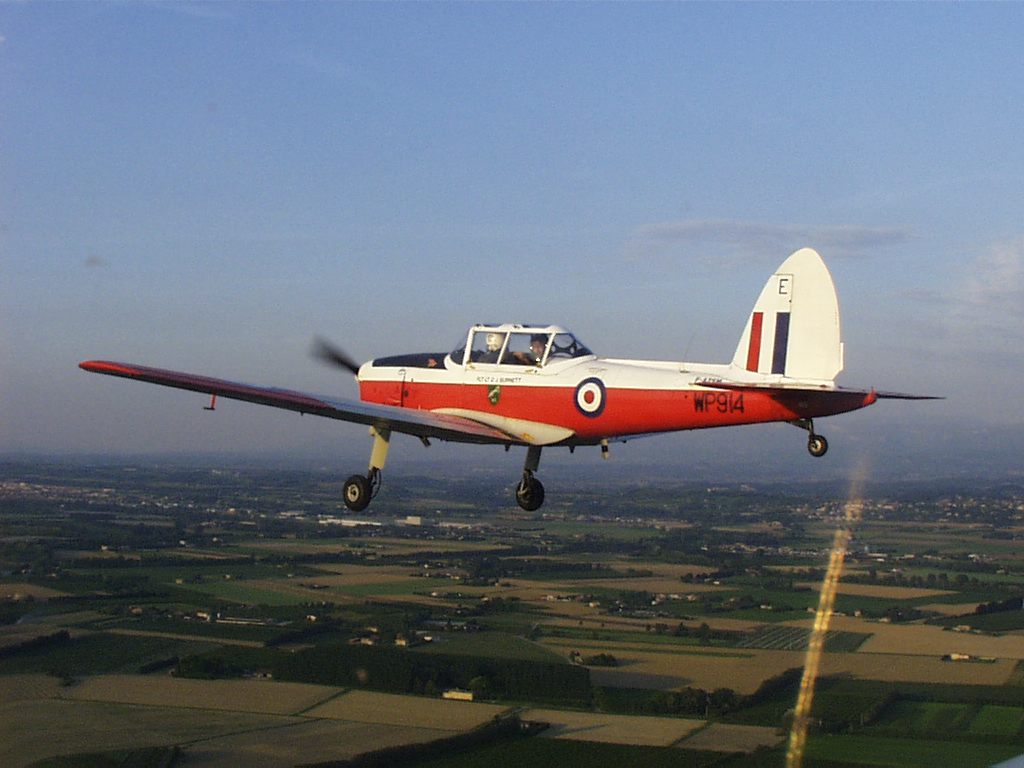
A De Havilland Chipmunk T10

#### Salidas a Gatow desde Alemania Oriental
Se realizaron al menos tres vuelos significativos de Alemania del Este a la RAF Gatow.
El 7 de abril de 1978, dos hermanos de Alemania del Este desertaron volando un avión ligero Zlin Z-42M del Gesellschaft für Sport und Technik (GST fue una organización de entrenamiento paramilitar de Alemania del Este) a la RAF Gatow. La huida fue planeada durante los tres años anteriores. El avión fue desmantelado y regresó a Alemania del Este con lemas pintados como "Desearía que estuvieras aquí".
El 24 de junio de 1979, un planeador de Alemania Oriental aterrizó en RAF Gatow, su piloto pidió asilo político. El planeador fue devuelto a Alemania Oriental en el Puente Glienicke cuatro días después, con el mensaje "eliminar antes de la próxima fuga".
El 15 de julio de 1987, un joven alemán del este, Thomas Krüger, desertó al volar un avión ligero Zlin Z-42M del Gesellschaft für Sport und Technik. Sus primeras palabras a la policía de la RAF fueron una solicitud de asilo político. Fue entregado a las autoridades civiles y recibió la ciudadanía de Alemania Occidental. Su avión, DDR-WOH, fue desmantelado y devuelto a los alemanes orientales (por carretera) por el personal de vuelo de la base de la RAF, con lemas humorísticos pintados por el aviador de la RAF como "Deseo que estuvieras aquí", "Vuelve pronto". DDR-WOH todavía vuela hoy, pero desde 1991 bajo otro registro, D-EWOH.

#### Planes de invasión de Alemania del Este
El vecino militar más cercano a la RAF Gatow era una unidad de tanques del Ejército Nacional Popular (NVA) de Alemania Oriental. Estaba situada inmediatamente enfrente del aeródromo, detrás de la sección del Muro de Berlín que corría a lo largo del lado occidental del aeródromo, y era visible desde la torre de control de la RAF Gatow. La sección del Muro de Berlín opuesta a Gatow no era en realidad un muro, sino una alambrada. Alemania Oriental afirmó que se trataba de una "cortesía militar", pero nadie en la RAF Gatow lo creyó, pensando que en su lugar se pretendía facilitar una invasión militar. Esta suposición se confirmó después de la reunificación de Alemania, cuando se encontraron los planes de invasión de Alemania Oriental en Berlín Oeste, con el nombre en clave de "Operación CENTRO". Los planes de invasión fueron continuamente actualizados, incluso en 1990 cuando estaba próxima la reunificación de Alemania.

## Cierre
Tras la reunificación de Alemania, los británicos cedieron el control de la base el 18 de junio de 1994. El Station Flight y sus dos Chipmunk T.10 cerraron el 30 de junio de 1994. La base fue devuelta a la Fuerza Aérea Alemana el 7 de septiembre de 1994.
El campo de aviación se mantuvo en funcionamiento durante muy poco tiempo y luego se cerró al tráfico aéreo en 1995. El extremo occidental de las dos pistas de aterrizaje desaparecieron y se construyeron viviendas. Solo la parte oriental, se mantuvo. Se utilizan para la exhibición de aviones al aire libre.
La historia de la RAF Gatow y de las fuerzas occidentales en Berlín desde 1945 hasta 1994 se cuenta en la exposición del Museo Aliado. 

## Uso actual por la Fuerza Aérea Alemana y el Gimnasio Hans-Carossa
El aeródromo ahora se llama General-Steinhoff Kaserne. Las unidades ahora estacionadas son Bw Fachschule Berlin-Gatow, Fernmeldeaufklärungsabschnitt 921, Luftwaffenunterstützungskompanie Gatow, Kommando 3 Luftwaffendivision, Luftwaffenmusikkorps 4 y Truppenambulanz Berlin-Gatow.
También en el sitio de la antigua base de la RAF, pero sin formar parte del general Steinhoff Kaserne, hay una escuela, el gimnasio Hans-Carossa y casas para empleados del gobierno de la República Federal de Alemania. Desde 2003, esto ha sido parte del distrito de Berlín-Kladow. 

El General Steinhoff Kaserne también alberga el Luftwaffenmuseum der Bundeswehr, el museo de la Fuerza Aérea que tiene muchas exhibiciones (incluidos aviones históricos) y mucha información sobre la aviación militar alemana y la historia del aeródromo. La entrada al museo es gratis. El museo, dirigido por la Fuerza Aérea Alemana, está bajo la cadena de mando técnico y administrativo de Militärgeschichtliches Forschungsamt o MGFA (Instituto de Investigación de Historia Militar). 

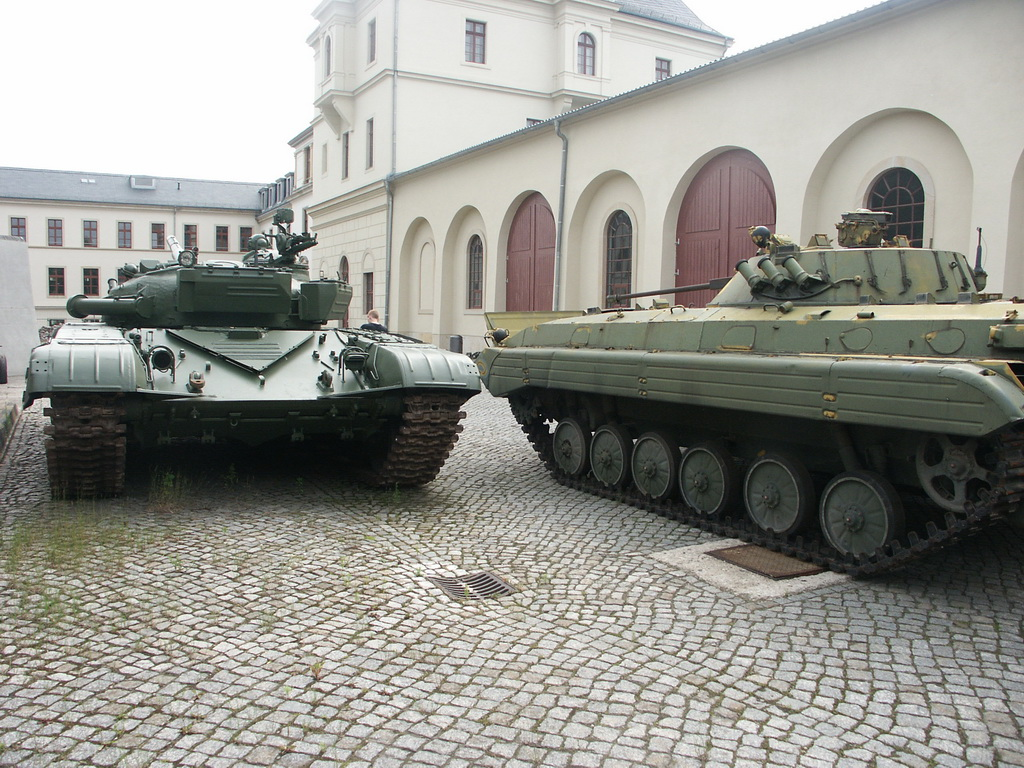
Un tanque NVA y un vehículo blindado de transporte de personal.

## Accidentes e incidentes.
- El 18 de marzo de 1947, un Hawker Tempest II (PR853) perteneciente al Escuadrón n.º 16 RAF (pilotado por W / O Angus Mackay) se estrelló en Berlín-Kladow a menos de una milla de distancia de la RAF Gatow. El piloto sobrevivió.
- El 5 de abril de 1948, un BEA Vickers 610 Viking 1B (registro: G-AIVP) que operaba el vuelo programado de ese día desde Northolt a través de Hamburgo a Berlín chocó de frente con un caza Yakovlev 3 de la Fuerza Aérea Soviética, que estaba realizando acrobacias aéreas en ese momento. Como resultado de la colisión, el Viking se salió de control y se estrelló a 1.9 millas del aeropuerto en territorio de Alemania Oriental con la pérdida de las 14 vidas (cuatro tripulantes, diez pasajeros) que iban a bordo del avión. El piloto de combate soviético también murió en el accidente. La investigación posterior estableció que la acción del piloto soviético contravenía las reglas de vuelo y fue la causa del accidente.[7]
- El 15 de marzo de 1949, un carguero Skyways Avro 685 York I (registro: G-AHFI) se estrelló al acercarse a RAF Gatow, como resultado de perder su ala de babor. Esto provocó que el avión cayera al suelo y los tres miembros de la tripulación murieron.[12]

## Otras lecturas
- Barker, Dudley, puente aéreo de Berlín (HMSO, Londres, 1949)
- Cuartel general de la Brigada de Infantería de Berlín, Boletín de Berlín, Volumen 45, Número 36 (Berlín, 16 de septiembre de 1994)
- Best, Peter B. y Gerlof, Andreas, Flugplatz Gatow (edición en inglés Gatow Airfield ) (Kai Homilius Verlag, Berlín, 1998)
- Corbett, mayor general Sir Robert, Berlín y el aliado británico, 1945-1990, (publicado en privado por Sir Robert en Oerlinghausen, 1991)
- Geraghty, Tony, BRIXMIS (Londres 1996)
- Gibson, Steve, The Last Mission: Behind the Iron Curtain, (Sutton Publishing, 1997)
- Hall, Alan W., Berlin Airlift, artículo en Scale Aircraft Modeling, agosto de 1998
- Innes, Hammond, Air Bridge, (Londres, 1951)
- Jeschonnek, Friedrich, Riedel, Dieter y Durie, William Alliierte en Berlín 1945-1994. Ein Handbuch zur Geschichte der militärischen Präsenz der Westmächte, (BWV, Berlín 2007)
- Marsden, Roy, Operación 'Schooner / Nylon': RAF volando en la zona de control de Berlín, Inteligencia y Seguridad Nacional, volumen 13, no. 4 (Invierno de 1998), págs. 178-193.
- Meek, coronel AD, Operation CENTER, artículo en British Army Review, agosto de 1994
- Miller, RE, A Bridge Yesterday - The Story of Royal Air Force Gatow (Sin fecha, en 3. Archivos de Luftwaffendivision )
- Wilson, líder de escuadrón GD (editado por S / Ldr. PC Whitfield), Historia de Gatow (RAF Gatow, marzo de 1971)
- Pearcy, puente aéreo de Berlín (Airlife, Shrewsbury * Pearcy, puente aéreo de Berlín, 1997) ISBN 1-85310-845-6